# Benyovits István
Benyovits István (? – ?) magyar jégkorongozó kapus.
A magyar jégkorong-válogatott kapusa volt és két világbajnokságon vett részt. Az 1930-as világbajnokságon csak csere kapus volt és nem lépett jégre. A következő, 1931-es világbajnokságon egy mérkőzésen játszott és a 7. helyen végzett a magyar csapat.